# Communauté de communes du Val d'Adour
La communauté de communes du Val d'Adour est une ancienne communauté de communes française, située dans le département des Hautes-Pyrénées et la région Midi-Pyrénées.

## Historique
Le 1er janvier 2014, la communauté de communes du Val d'Adour a fusionné avec les communautés de communes des Castels, du Madiranais et cinq autres communes pour devenir communauté de communes du Val d'Adour et du Madiranais.

## Composition
Elle est composée des communes suivantes :
| Nom                 | Code Insee | Gentilé        | Superficie (km2) | Population (dernière pop. légale) | Densité (hab./km2) |
| ------------------- | ---------- | -------------- | ---------------- | --------------------------------- | ------------------ |
| Maubourguet (siège) | 65304      | Maubourguétois | 22,04            | 2 450 (2014)                      | 111                |
| Auriébat            | 65049      | Auriavatois    | 16,12            | 256 (2014)                        | 16                 |
| Caussade-Rivière    | 65137      | Caussadois     | 6,16             | 99 (2014)                         | 16                 |
| Estirac             | 65174      | Estiracais     | 5,21             | 101 (2014)                        | 19                 |
| Labatut-Rivière     | 65240      | Labatutois     | 12,71            | 425 (2014)                        | 33                 |
| Lafitole            | 65243      | Lafitolais     | 8,69             | 487 (2014)                        | 56                 |
| Lahitte-Toupière    | 65248      | Lahipiérois    | 5,60             | 253 (2014)                        | 45                 |
| Larreule            | 65262      | Larreulais     | 10,14            | 413 (2014)                        | 41                 |
| Sauveterre          | 65412      | Sauveterrois   | 10,38            | 165 (2014)                        | 16                 |
| Sombrun             | 65429      | Sombrunois     | 9,67             | 208 (2014)                        | 22                 |
| Vidouze             | 65462      | Vidouzéens     | 16,01            | 242 (2014)                        | 15                 |

## Sources
- Le SPLAF (Site sur la Population et les Limites Administratives de la France)
- La base ASPIC